# Pointis-Inard
Pointis-Inard is een gemeente in het Franse departement Haute-Garonne (regio Occitanie). De plaats maakt deel uit van het arrondissement Saint-Gaudens. Pointis-Inard telde op 1 januari 2022 920 inwoners.

## Geografie
De oppervlakte van Pointis-Inard bedroeg op 1 januari 2022 14,66 vierkante kilometer; de bevolkingsdichtheid was toen 62,8 inwoners per km².

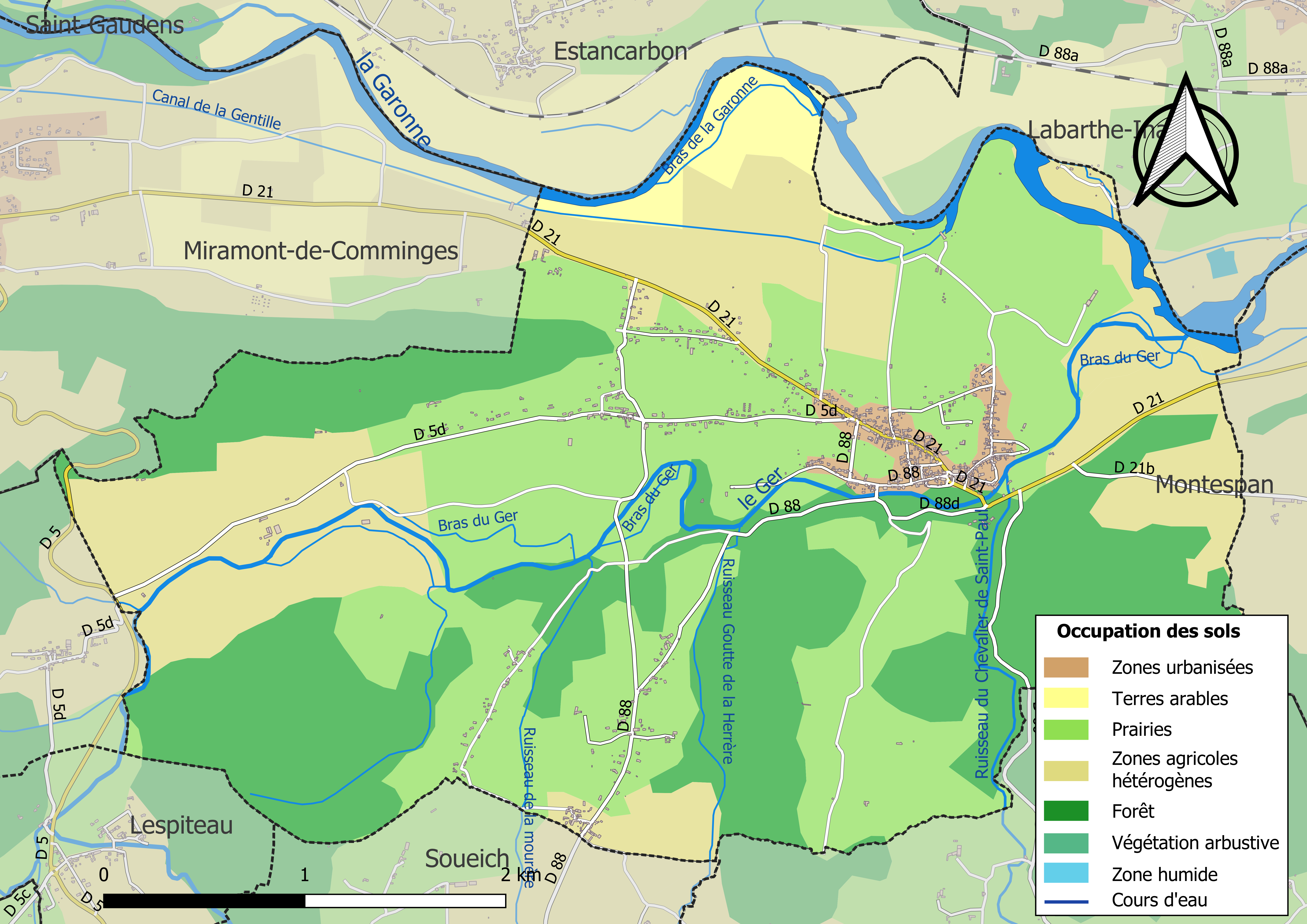
Kaart van de gemeente met belangrijkste infrastructuur, bodemgebruik en omliggende gemeenten

## Demografie
Onderstaande figuur toont het verloop van het inwonertal (bron: INSEE-tellingen).